# Banco del Libro
Banco del Libro es una organización sin ánimo de lucro para la promoción de la literatura infantil y juvenil. Con sede en Caracas (Venezuela), es la sección venezolana del IBBY. Fue fundada el 14 de julio de 1960, cuando se creó un centro de intercambio de libros de textos (de ahí su nombre). Desde entonces, el Banco del Libro ha crecido y expandido sus actividades para promover la lectura en Venezuela, en cualquier lugar y género de literatura para niños y jóvenes. 
Desde el año 1980, la organización nomina y premia anualmente los mejores libros de literatura infantil y juvenil publicados en español. Esos premios, que se han convertido en un referente de calidad literaria, se encuentran entre los galardones más prestigiosos dentro del mundo literario en español.

## Premios
- Premio IBBY para Promoción de la Lectura (1988).
- Premio Guust van Wesemael de la Federación Internacional de Asociaciones e Instituciones de Bibliotecas (2003).
- Premio Memorial Astrid Lindgren (2007) del Ministerio de la Cultura Sueco por la difusión de la Literatura infantil y Juvenil.[3]
- Premio Hamdan-Unesco (2012). de la Fundación Handam de los Emiratos Árabes Unidos y la UNESCO para proyectos innovadores en la Fundación Docente.